# Carl Friedrich (Sachsen-Weimar-Eisenach)

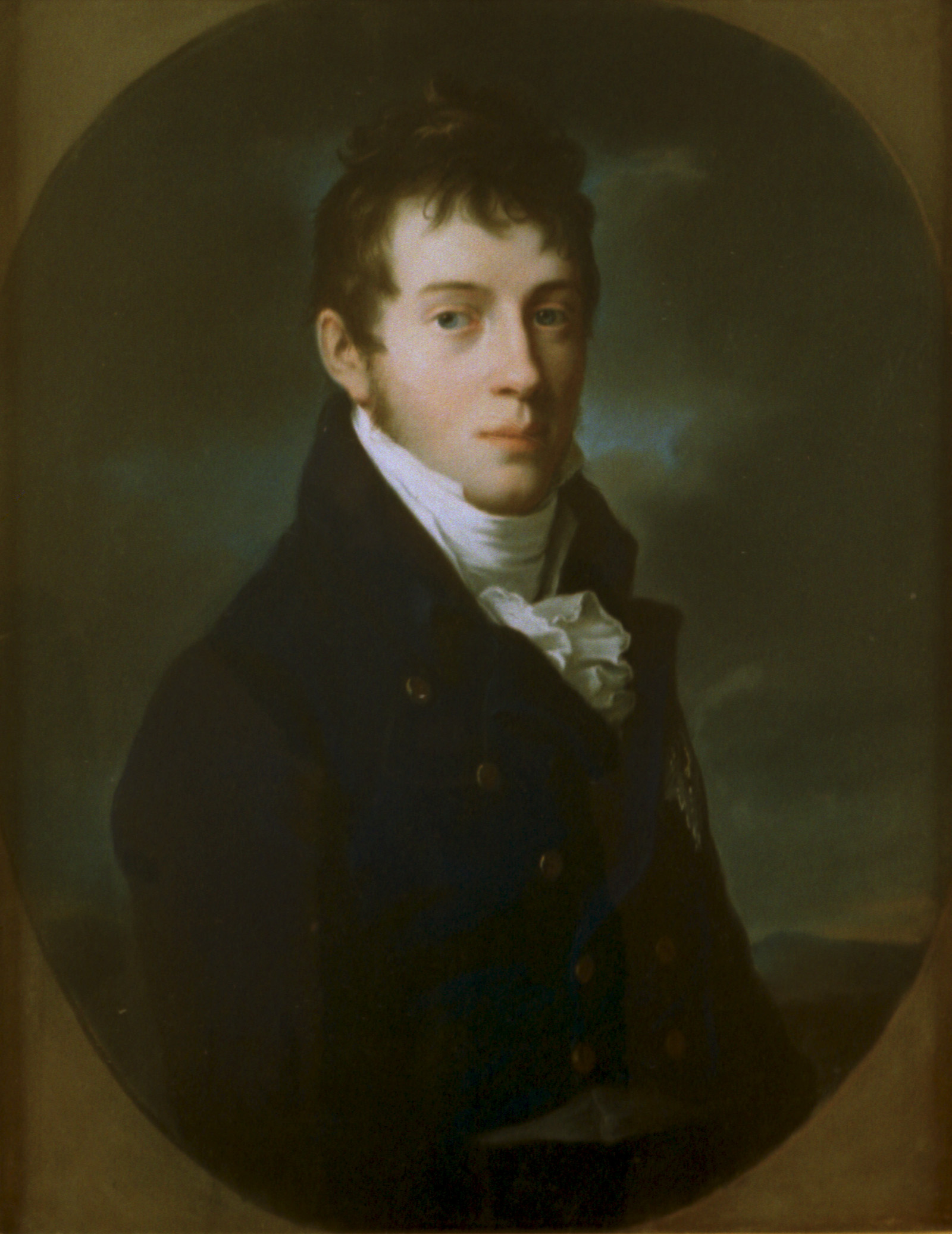
Carl Friedrich von Sachsen-Weimar-Eisenach, Ölgemälde von Johann Friedrich August Tischbein (1804)

Carl Friedrich von Sachsen-Weimar-Eisenach (* 2. Februar 1783 in Weimar; † 8. Juli 1853 ebenda) war Großherzog von Sachsen-Weimar-Eisenach.

## Leben

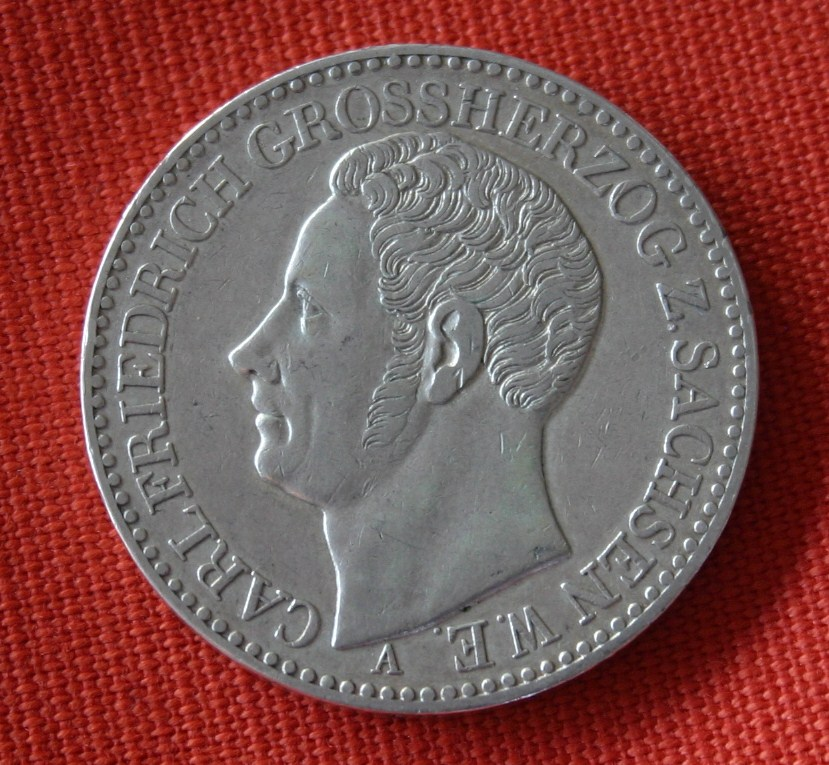
Taler mit Konterfei Carl Friedrichs aus 1841

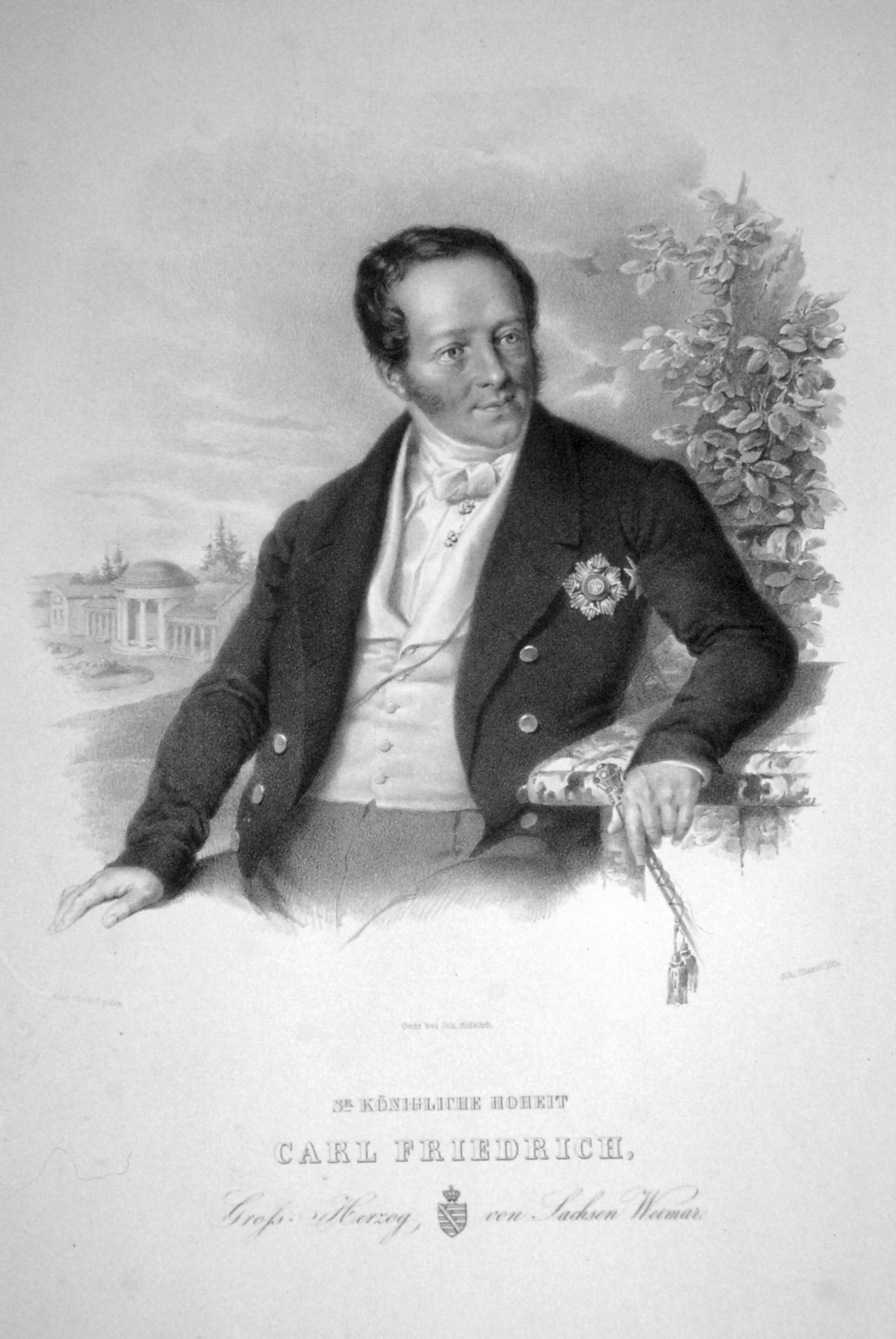
Carl Friedrich von Sachsen-Weimar, Lithographie von Johann Baptist Clarot, s. a.

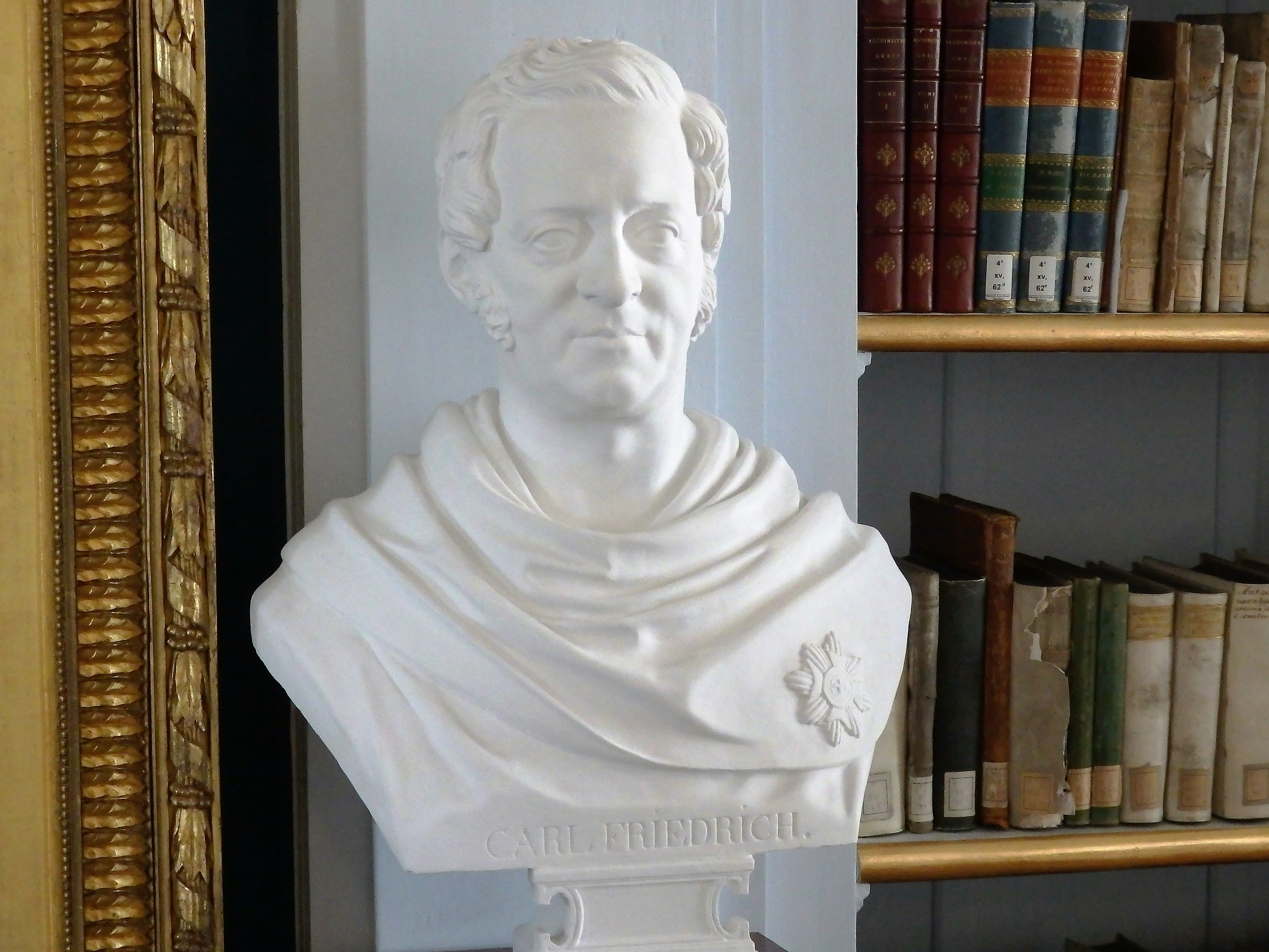
Büste von Carl Friedrich von Sachsen-Weimar von Angelica Bellonata Facius in der Herzogin-Anna-Amalia-Bibliothek Weimar

Carl Friedrich war der älteste Sohn des Herzogs und späteren Großherzogs Karl August von Sachsen-Weimar-Eisenach (1757–1828) aus dessen Ehe mit Luise (1757–1830), Tochter des Landgrafen Ludwig IX. von Hessen-Darmstadt. Er galt als der erklärte Liebling der Mutter, während der Vater den jüngeren Bruder Bernhard vorzog. Nach Abschluss seiner Ausbildung, für die auch Johann Gottfried Herder verantwortlich zeichnete, begab sich der Prinz auf seine Kavaliersreise, die ihn nach Frankreich und Russland führte.
Am 3. August 1804 heiratete er in Sankt Petersburg die Großfürstin Maria Pawlowna (1786–1859), Tochter des russischen Zaren Paul I. und dessen zweiter Ehefrau Prinzessin Sophie Dorothee von Württemberg (1759–1828). Zum Einzug des Paares in Weimar dichtete Schiller Die Huldigung der Künste.
Seine Erbprinzenzeit verbrachte Carl Friedrich teils in Weimar, teils in Sankt Petersburg. Am 14. Juni 1808 erhielt er vom preußischen König den Schwarzen Adlerorden. 
Da sich Karl Friedrich gern handwerklich betätigte und das Kunstdrechslerhandwerk erlernen wollte, suchte er einen entsprechenden Lehrmeister und fand ihn in August Zeiß, dem Vater von Carl Zeiß. Das führte zu einer freundschaftlichen Beziehung zwischen den beiden, die 40 Jahre andauern sollte. Als der Familie Zeiß am 11. September 1816 ein Sohn geboren wurde, übernahm der Erbprinz die Patenschaft und der Neugeborene wurde zu Ehren des Paten auf Carl Friedrich getauft. Der Name der Carl Zeiss AG geht also indirekt auf den Großherzog Carl Friedrich zurück. 
Nach dem Tod seines Vaters wurde er am 4. Juni 1828 regierender Großherzog. Bei den Grundsätzen der Verwaltung führte Carl Friedrich die Politik seines Vaters fort, schränkte den Hofstaat jedoch erheblich ein. Unter dem Einfluss seiner Gemahlin entstanden ab 1821 erste Sparkassen im Herzogtum sowie zahlreiche Wohlfahrtseinrichtungen. Carl Friedrich förderte Landwirtschaft, Handel und Gewerbe, trat 1834 dem Deutschen Zollverein bei und schloss mit anderen thüringischen Herzogtümern und Preußen einen Vertrag zum Bau der Thüringer Bahn von Halle (Saale) über Weimar nach Eisenach; in Bezug auf die Streckenführung der Bahn konnte er sich gegen Preußen durchsetzen.
Am 6. April 1842 ernannte ihn der preußische König zum Generalmajor.
In der Folge der Revolution von 1848 wurde die Verfassung von 1816 weiter liberalisiert. In den Märztagen des Jahres 1848 kam es auf dem Schlosshof zu Tumulten, weil die Bevölkerung die Berufung liberaler Minister forderte. Ernst Christian August von Gersdorff musste entlassen werden, und das folgende Kabinett erließ zahlreiche Ordnungen, die auch die Rechte des Großherzogs einschränkten.
Carl Friedrich stand völlig im Schatten seines Vaters. Zwar war er sparsamer als dieser, doch hatte er kein Gespür für die Tendenzen der neuen Zeit. Die Initiativen für einen kulturellen Neuanfang gingen fast immer von seiner hochbegabten Frau aus. Die Regierung lehnte sich an Preußen an: Zwei Prinzessinnen wurden mit Hohenzollern-Prinzen verheiratet, und Offiziere wurden an preußischen Akademien ausgebildet.
Sein Sarg befindet sich in der Fürstengruft auf dem Historischen Friedhof Weimar.

## Nachkommen
Aus seiner Ehe hatte Carl Friedrich folgende Kinder:
- Paul Alexander Carl Constantin Friedrich August (1805–1806[4])
- Marie (1808–1877)

⚭ 1827 Prinz Carl von Preußen (1801–1883)
- Augusta (1811–1890)

⚭ 1829 Prinz Wilhelm von Preußen (1797–1888), später Kaiser Wilhelm I.
- Carl Alexander (1818–1901), Großherzog von Sachsen-Weimar-Eisenach

⚭ 1842 Prinzessin Sophie der Niederlande (1824–1897)